# شیطور
شیطور، روستایی از توابع بخش مرکزی شهرستان بافق در استان یزد ایران است که در فاصله ۸۵ کیلومتری جنوب شرقی مرکز شهرستان بافق واقع شده است. شیطور بعد از روستای مبارکه بزرگترین و پرجمعیت ترین روستای شهرستان بافق  محسوب می شود.شیطور یک واژه عربی است و به معنی چیزی پای کوه. در کتاب فرهنگ جغرافیایی ایران این چنین آمده است، شیطور. [ ش ِ ] (اِخ ) دهی است از بخش بافق شهرستان یزد. سکنه ٔ آن 279 تن. آب از قنات. صنایع دستی زنان کرباس بافی. (از کتاب فرهنگ جغرافیائی ایران) شیطور یکی از روستاهای آباد و قدیمی بافق است، که وجود قلعه و برج و باروری باقی مانده از آن حکایت از قدمت و تاریخی بودن این روستا می‌دهد. این روستا در منتهی الیه دشت شیطور که یکی از غنی ترین مراتع دشت‌های استان یزد است و در مجاور کوه‌هایی که پوشیده از درختان ارس و بنه و بادام کوهی و رویشگاه انواع گیاهان دارویی چون زیره سیاه، آویشن و… واقع شده است. طبیعت زیبا و آب و هوای نسبتا معتدل این منطقه و رویش قارچ خوراکی و گیاه و شاء (اشترک) و انواع دیگر پوشش گیاهی متنوع پیرامون آن باعث شده که این روستا از شهرتی خاص برخوردار شود. زبان مردم شیطور فارسی که تلفیقی از لهجه‌های شیرازی، کرمانی و اصفهانی است تشکیل شده است.

## جمعیت
این روستا در دهستان سبزدشت قرار دارد و بر اساس سرشماری مرکز آمار ایران در سال ۱۳۸۵، جمعیت آن ۲۶۶ نفر (۷۶خانوار) بوده‌است. اکثر جمعیت این روستا را سادات تشکیل می‌دهند. 